# Département de R'Kiz

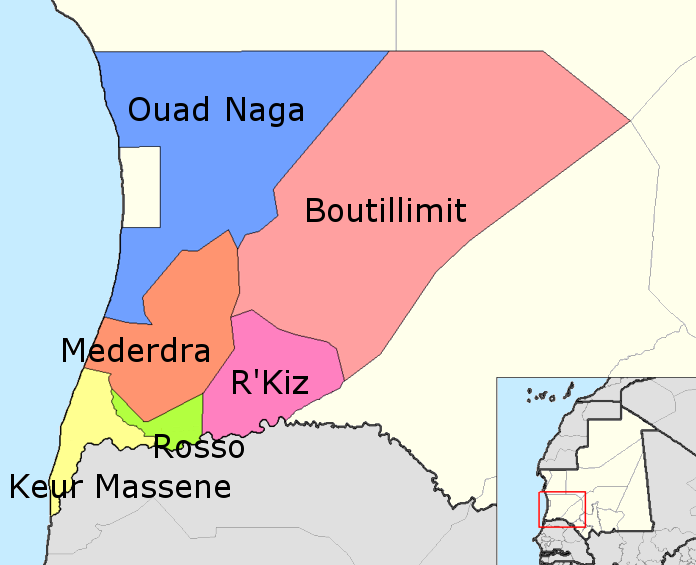
Les départements de Trarza : R'Kiz au sud.

Le département de R'Kiz est l'un des six départements (appelés officiellement moughataa) de la région de Trarza en Mauritanie.

## Liste des communes du département
Le département de R'Kiz est constitué de cinq communes :
- Boutalhaye
- Bareina
- Lexeiba 2
- R'Kiz
- Tékane

En 2000, l'ensemble de la population du département de R'Kiz regroupe un total de 70 451 habitants (34 120 hommes et 36 331 femmes).